# الرجل الذي اختارته الآلهة
الرجل الذي اختارته الآلهة (بالإنجليزية: By the Grace of the Gods)‏ هي سلسلة رواية خفيفة يابانية نشرت في 2014 على موقع شوسيتسوكا ني نارو،تم عمل مسلسل أنمي من إنتاج ماهو فيلم عرض في أكتوبر حتى ديسمبر 2020  وتم الإعلان عن موسم ثاني.